# Alberta (nome)
Alberta  è un nome proprio di persona italiano femminile.

## Varianti
- Maschili: Alberto[1][2]
- Femminili
  - Alterati: Albertina[1]
  - Ipocoristici: Berta, Tina[1]

### Varianti in altre lingue
- Danese: Alberte[1]
- Francese: Albertine[1]
- Inglese: Alberta[1]
- Latino: Alberta[2]
- Olandese: Albertina[1]
  - Ipocoristici: Tina[1], Tineke[1]

- Polacco: Alberta[1]
- Portoghese: Albertina[1]
- Sloveno: Alberta
- Tedesco: Albertina[1]
- Ungherese: Alberta[1]

## Origine e diffusione
È la forma femminile del nome Alberto; è composto da un secondo elemento che è beraht (o berth, "brillante", "famoso"), e da un primo elemento identificabile con adal, "nobile" (il che lo renderebbe una variante di Adalberto) oppure ala ("tutto").
Il nome è portato dall'Alberta, una provincia del Canada, così chiamata in omaggio alla principessa Luisa Carolina Alberta, figlia della regina Vittoria del Regno Unito e moglie del duca di Argyll, Governatore Generale del Canada .

## Onomastico
L'onomastico si festeggia il 6 ottobre in onore di sant'Alberta di Agen, detta vergine e martire e sorella di santa Fede, però di dubbia esistenza storica. Si ricorda inoltre, al 15 giugno, una beata, Albertina Berkenbrock, vergine e martire a São Luis.

## Persone
- Alberta Brianti, tennista italiana

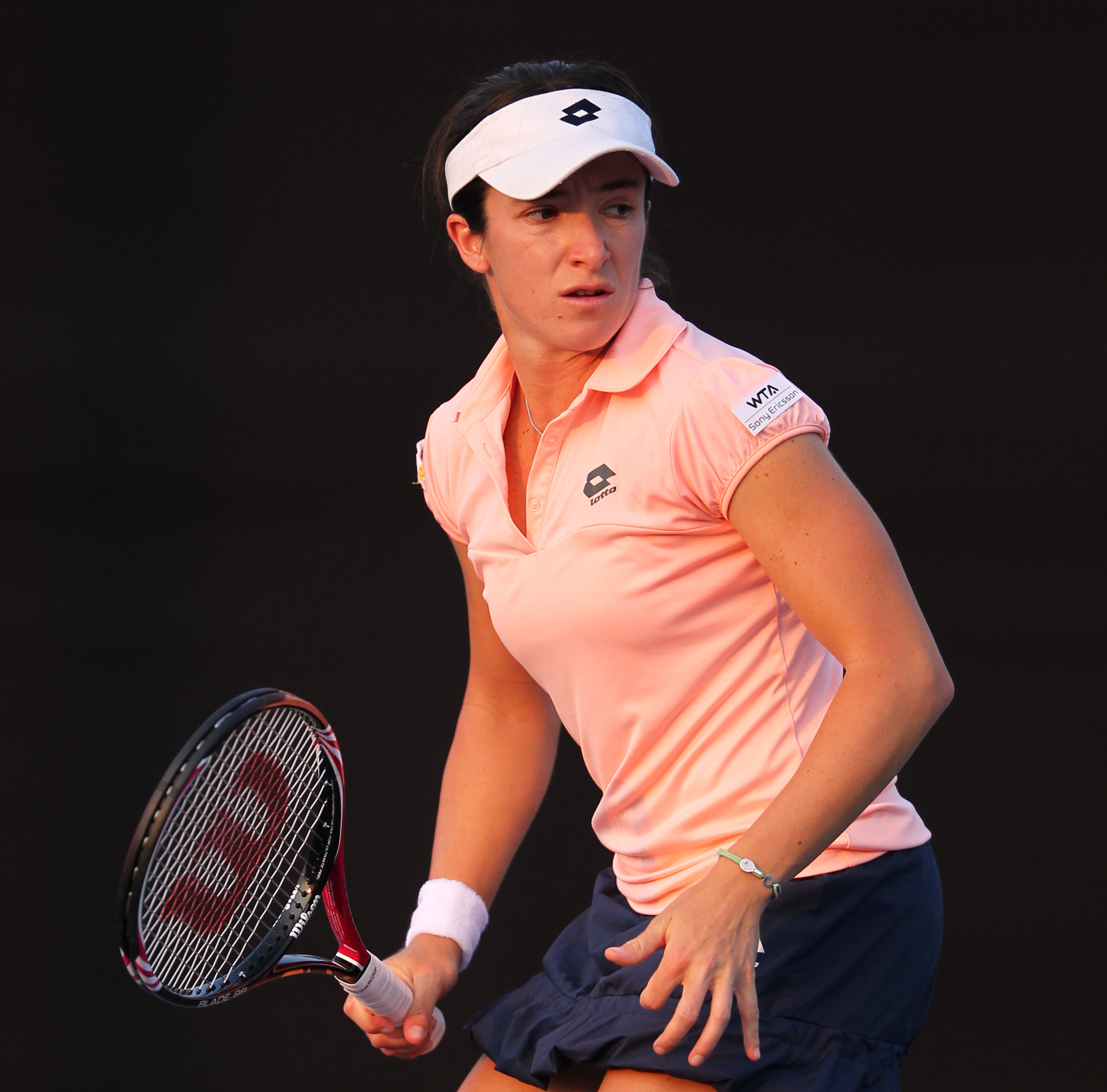
Alberta Brianti

- Alberta De Simone, politica italiana
- Alberta Ferretti, stilista italiana
- Alberta Lorenzoni, schermitrice italiana
- Alberta Watson, attrice canadese

### Variante Albertina

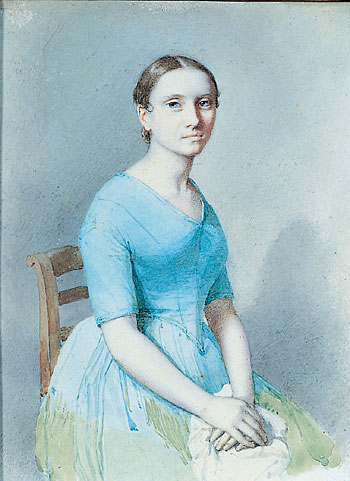
Albertina di Montenuovo

- Albertina Federica di Baden-Durlach, figlia di Federico VII di Baden-Durlach
- Albertina di Montenuovo, figlia di Maria Luisa d'Asburgo-Lorena
- Albertina Agnese d'Orange, figlia di Federico Enrico d'Orange
- Albertina Carri, regista, sceneggiatrice e attrice argentina
- Albertina Berkenbrock, donna brasiliana venerata come beata dalla Chiesa cattolica
- Albertina Rasch, danzatrice, coreografa e attrice austriaca naturalizzata statunitense
- Albertina Soliani, politica italiana

### Variante Albertine
- Albertine de Saussure, pedagogista svizzera
- Albertine Sarrazin, scrittrice e poetessa francese

## Il nome nelle arti
- Alberta Malfenti è un personaggio del romanzo La coscienza di Zeno di Italo Svevo.
- Alberta è un personaggio della serie Pokémon.

## Toponimi
- La provincia canadese dell'Alberta prende il nome dalla principessa Louise Caroline Alberta, quarta figlia della regina Vittoria.